# NGC 3513
NGC 3513 is een balkspiraalstelsel in het sterrenbeeld Beker. Het hemelobject werd op 21 december 1786 ontdekt door de Duits-Britse astronoom William Herschel.

## Synoniemen
- ESO 502-14
- MCG -4-26-21
- UGCA 224
- IRAS11013-2258
- PGC 33410